# Олександрівське (Берестинський район)
Олександрівське (до 17 лютого 2016 — Уля́нівка) — село в Україні, у Берестинському районі Харківської області. Населення становить 646 осіб. Орган місцевого самоврядування — Слобожанська селищна рада.

## Географія
Село знаходиться на лівому березі річки Шляхова, вище за течією і на протилежному березі — селище Слобожанське, нижче за течією на відстані 2 км розташоване село Парасковія.

## Історія
- 1900 — дата заснування.
- До 2016 року носило назву Улянівка[1].

## Економіка
- Молочно-товарна, птахо-товарна і свино-товарна ферми, машинно-тракторні майстерні.

Після того як селище було викуплене групою Приват йде систематичне його знищення, розпродали всю худобу, від ферм залишились руїни, бо їх розбирають на будівельні матеріали. Роботи в селі немає від слова взагалі.